# سیاست در کانادا

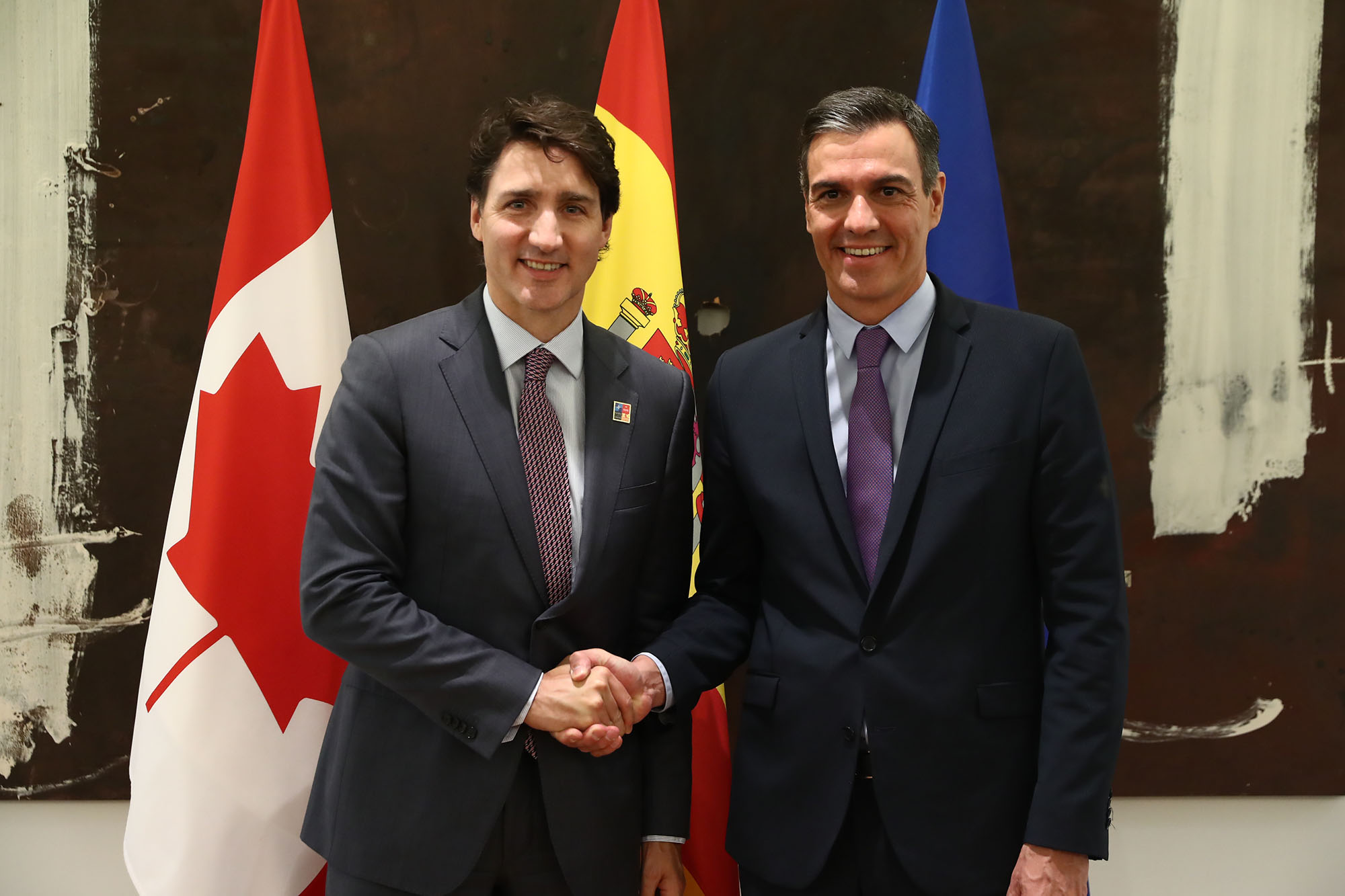
پدرو سانچز و جاستین ترودو

سیاست کانادا در چارچوب یک دموکراسی پارلمانی و نوعی سیستم فدرال از دولت پارلمانی با سنت‌های دموکراتیک قوی عمل می‌کند. کانادا، یک سلطنت مشروطه است که در آن پادشاه، رئیس دولت است. این کشور یک نظام چند حزبی دارد که در آن بسیاری از قانون‌گذاری‌ها، با استخراج و استناد به عرف‌های نانوشته و سوابق پارلمان وستمینستر بریتانیا صورت می‌گیرد که در آن کابینه دولت، از میان نمایندگان مجلس عوام انتخاب می‌شوند و در آن تمام نماینده‌ها، حداقل عضو یکی از دو جناح اصلی دولت یا مخالف دولت (اپوزیسیون) هستند. اما این نظام در کانادا، با اعمال برخی تغییرات تکامل یافته‌است: نظام حزب‌های کانادا، قوی‌تر از انگلستان است و کسب رأی بیشتر در ورود به مجلس، به عنوان نوعی رای اعتماد در نظر گرفته می‌شود که عملاً، منجر به کاهش نقش اعضای غیر کابینه‌ای پارلمان می‌شود. اعضای غیر کابینه‌ای در جناح دولت، و اعضای تازه‌کار یا کمتر شاخص جناح مخالف، با توجه به اینکه در صندلی‌های عقب‌تر مجلس عوام می‌نشینند، عقب‌نشین (به انگلیسی: Backbencher) نامیده می‌شوند. با این وجود، عقب‌نشین‌ها می‌توانند با حضور در کمیته‌های پارلمان، مانند کمیته حساب‌های عمومی یا کمیته دفاع ملی، نظر خود را اعمال کنند.
به‌طور تاریخی، دو حزب غالب کانادا، حزب لیبرال کانادا و حزب محافظه کار کانادا (یا پیشینیان آن) بوده‌اند؛ هرچند که در انتخابات ۲۰۱۱، حزب دموکرات جدید (ان‌دی‌پی) صعود خوبی داشت و حتی به تهدیدی برای دو حزب دیگر تبدیل شد. تاکنون احزاب کوچکتر مانند حزب ملی‌گرای بلوک کبکوا و حزب سبز کانادا نیز قادر به تأثیرگذاری بر روند سیاسی بوده‌اند.

## شرایط
ساختار دولت کانادا، در اصل توسط پارلمان بریتانیا از طریق مصوبه بریتانیایی آمریکای شمالی - که در حال حاضر با عنوان مصوبه قانون اساسی ۱۸۶۷ شناخته می‌شود - ایجاد شد، اما مدل فدرال دولت و نحوه تقسیم قدرت، توسط سیاستمداران کانادا ابداع شد. به‌طور خاص، پس از جنگ جهانی اول، شهروندان قلمروهای خودگردان بریتانیا (دومینین‌ها) مانند کانادا، شروع به توسعه یک حس هویت‌طلبی قوی کردند و در اعلامیه بالفور ۱۹۲۶، دولت بریتانیا قصد خود را برای اعطای خودمختاری کامل به این مناطق اعلام کرد.
در نتیجه در سال ۱۹۳۱، پارلمان بریتانیا اساسنامه وستمینستر را تصویب کرد و خودمختاری کانادا و دیگر قلمروهای خودگردان بریتانیا را قانونی دانست. پس از این اتفاق، سیاستمداران کانادا، تا سال ۱۹۸۲ نتوانستند در مورد فرایند اصلاح قانون اساسی به اجماع برسند و در نتیجه تا آن زمان، اصلاحات قانون اساسی کانادا همچنان به تصویب پارلمان بریتانیا نیاز داشتند. به همین ترتیب، کمیته قضایی شورای خبرگان بریتانیا، تا سال ۱۹۳۳ در پرونده‌های تجدید نظر کیفری و تا سال ۱۹۴۹ در پرونده‌های تجدید نظر مدنی، تصمیم نهایی را می‌گرفت.

## کلیات ساختار دولت

### نام
کانادا (برای استفاده متعارف و قانونی؛ نام «دومینیون کانادا» قانونی باقی مانده‌است اما به ندرت استفاده شده‌است)

### نوع دولت
سبک وستمینیستر از دولت فدرال و دموکراسی پارلمانی در یک نظام سلطنت مشروطه.

### پایتخت
اتاوا

### تقسیمات اداری
ده استان و سه قلمرو*: آلبرتا، بریتیش کلمبیا، منیوبا، نیوبرانزویک، نیوفاندلند و لابرادور، قلمروهای شمال غرب*، نوا اسکوشیا، نوناووت*، انتاریو، جزیره پرینس ادوارد، کبک، ساسکاچوان، یوکان*.

### روز ملی
روز کانادا، ۱ ژوئیه (که تا سال ۱۹۸۲ با نام روز دومینینون شناخته می‌شد).

نظام وستمینیستر، بر اساس عرف‌های نانوشته و وضع قوانین نوشته شده.

### نظام حقوقی
کامن لای انگلیسی برای همه مسائل در حوزه قضایی فدرال و در همه استان‌ها و قلمروها به جز کبک که نظام قانون مدنی آن، مطابق با سنت پاریس قبل از انقلاب فرانسه در قانون مدنی کبک تنظیم شده‌است؛ حوزه قضایی اجباری دیوان بین‌المللی دادگستری را با شرایطی می‌پذیرد.

### حق رای
شهروندان با سن ۱۸ سال یا بیشتر حق رای دارند. تنها دو نفر از شهروندان بالغ در کانادا نمی‌توانند رای دهند: افسر ارشد انتخابات کانادا و معاون افسر ارشد انتخابات. فرماندار کل برای رای دادن واجد شرایط است با توجه به آداب قانون اساسی این کار را نمی‌کند. از سال ۲۰۱۵، شهروندانی که ساکن خارج کانادا هستند و برای بیشتر از ۵ سال ساکن خارج از کانادا بوده‌اند، نمی‌توانند رای دهند.

### مشارکت درسازمان‌های بین‌المللی
ABEDA ,ACCT، انجمن کشورهای کارائیب ACS (ناظر)، AfDB، سازمان همکاری‌های اقتصادی آسیا-پاسفیک (APEC), AsDB، استرالیا، گروه، BIS, C, CCC, CDB (non-منطقه‌ای) و شورای اروپا (ناظر) مشترک‌المنافع سازمان مللبا EAPC با EBRD ECE ECLAC ،ESA (همکاری دولت) و FAO، سازمان ملل متحدبا G-8با G-10با IADB با آژانس بینالمللی انرژی اتمی IBRD ICAO ،ICCt، ICJ, ICFTU ,ICRM ،ایدابا IEA IFAD IFC ,IFRCS ,IHO کار ILO، صندوق بین‌المللی پولبا IMO Inmarsat، اینتلبا اینترپلبا کمیته بین‌المللی المپیکبا IOM, ISO, ITU LRTAP, MINURCA, MINURSO , MIPONUH، مونوک (mounc) نم (مهمان) در نفتا، ناتوبا NEA استقرار آمریکای شمالی فرماندهی دفاع هوافضای، NORTHCOM , NSG، OAS، OECDبا OPCW با سازمان امنیت و همکاریPCA, سازمان ملل متحد، شورای امنیت سازمان ملل متحد (قبل از/موقت), UNCTAD, UNDOF, UNECE، یونسکوبا UNFICYP با کمیساریای عالی پناهندگان سازمان مللبا یونیدو با UNIKOM, UNMIBH, UNMIK, UNMOP, UNTAET, UNTSO, UNU, UPU کار WCL, WFTU، که با WIPO, WMO سازمان تجارت جهانیبا Zangger کمیته است.

### شرحپرچم ملی
یک برگ قرمز رنگ افرا در وسط نوار کانادایی: سه نوار موازی قرمز (عمودی در حاشیه)، سفید (با عرض دو برابر و مربع شکل) و قرمز، طول پرچم دو برابر عرض پرچم.

### سلطنت
رئیس دولت
چارلز سوم، پادشاه کانادا (از ۸ سپتامبر ۲۰۲۲).

### نایب السلطنه
مری سایمون، فرماندار کل کانادا (از ۲۶ ژوئیه ۲۰۲۱).

### قوه مجریه

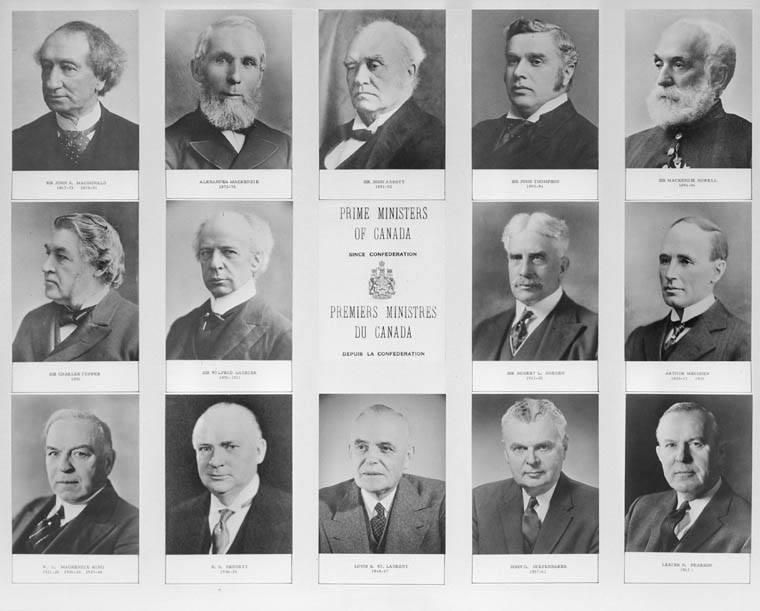
نخست وزیران کانادا از ۱۸۶۷ تا ۱۹۶۳

رئیس دولت
نخست‌وزیر جاستین ترودو (از ۴ نوامبر ۲۰۱۵).

### کابینه
وزیران (معمولاً حدود سی وزیر) توسط نخست‌وزیر انتخاب شده و توسط فرماندار کل به رهبری وزارتخانه‌ها و سازمان‌های متفاوت که معمولاً نمایندگان منطقه‌ای هم دارند، منصوب می‌شوند. به‌طور سنتی، اکثر یا همه وزرای کابینه، عضو حزب حاکم در مجلس عوام یا مجلس سنا هستند (کابینه کانادا را ببینید)؛ اما این موضوع از نظر قانونی یا به واسطه قانون اساسی اجباری نیست و گهگاه، نخست‌وزیر، یک وزیر کابینه را از سایر حزب‌ها منصوب می‌کند.
انتخابات
سلطنت ارثی است. فرماندار کل به توصیه نخست‌وزیر برای یک مدت نامعین توسط پادشاه منصوب می‌شود، هر چند به‌طور سنتی این مدت حدود پنج سال است. به دنبال انتخابات پارلمانی، معمولاً رهبر حزب اکثریت در مجلس عوام، توسط فرماندار کل به مقام نخست‌وزیری منصوب می‌شود.

### قوه مقننه
سیستم دو مجلسی قانونگذاری در پارلمان کانادا شامل سه بخش است: پادشاه، سنا و مجلس عوام.
در حال حاضر، مجلس سنا که اغلب با نمایندگان «منطقه‌ای» آن شناخته می‌شود، ۱۰۵ عضو دارد که توسط فرماندار کل و به توصیه نخست‌وزیر به نمایندگی منصوب شده‌اند و تا سن ۷۵ سالگی خدمت می‌کنند. سنا در ابتدا با تعداد نمایندگان مساوی از انتاریو، کبک، منطقه دریایی و استان‌های غربی ایجاد شد. اما در حال حاضر، ترکیب سنا محصول انواع خاص استثناها، اعضای اضافه شده، و چشم پوشی‌ها و سازش‌هاست، به این معنی که دیگر نه برابری منطقه‌ای رعایت می‌شود و نه نمایندگی بر اساس میزان جمعیت هر منطقه. تعداد طبیعی سناتورها می‌تواند به توصیه نخست‌وزیر و توسط پادشاه، بیش از حد تعیین شده اضافه شود، به شرطی که سناتورهای اضافه‌شده به نسبت منطقه‌ها و به‌طور یکسان (تا حداکثر هشت سناتور بیشتر) اضافه شوند. تاکنون تنها یک بار از قدرت انتصاب اضافی استفاده شده‌است؛ هنگامی که نخست‌وزیر برایان مالرونی از ملکه الیزابت دوم درخواست کرد که به مجلس سنا هشت کرسی اضافه کند تا از تصویب قانون مالیات کالا و خدمات اطمینان حاصل کند.
مجلس عوام در حال حاضر ۳۳۸ عضو منتخب دارد که از حوزه‌های انتخابیهٔ تک‌نفره و بر اساس سیستم رای بیشتر (نخست‌نفری) انتخاب می‌شوند، به این معنی که اعضا باید به جای اکثریت (۵۰ درصد به علاوه یک) تنها یک اکثریت نسبی (آرای بیشتر از هر نامزد) کسب کنند. به حوزه‌های انتخاباتی نیز رایدنگ (به انگلیسی Riding) می‌گویند.
دوره‌های نمایندگی نمی‌تواند بیشتر از پنج سال باشد؛ در پایان این زمان باید یک انتخابات جدید برگزار شود. تا به حال، تنها یک بار در زمان جنگ جهانی اول، نخست‌وزیر رابرت بوردن لازم دانست که دوره انتخابات طولانی‌تر شود. تعداد کرسی‌های مجلس عوام و حوزه بندی کرسی‌های هر استان، هر پنج سال بعد از سرشماری عمومی تجدید نظر می‌شود و بر اساس تغییرات جمعیت و تقریباً بر اساس نسبت تعداد نماینده به جمعیت تعیین می‌شود.

### دولت اکثریت و اقلیت
کانادایی‌ها فقط برای انتخاب عضو پارلمان (MP) مربوط به محل خود رأی می‌دهند. رهبران حزب‌ها، قبل از انتخابات توسط اعضای حزب‌ها انتخاب می‌شوند. احزاب، رهبران خود را با رای‌گیری دومرحله‌ای انتخاب می‌کنند تا اطمینان حاصل شود که برنده بیش از ۵۰ درصد از آرا را دریافت کرده‌است. به‌طور معمول رهبر حزب در انتخابات‌ها به عنوان نامزد عضویت در پارلمان شرکت می‌کند.
انتخاب نماینده پارلمان برای هر محل، باعث تخصیص یک صندلی به یکی از حزب‌های سیاسی می‌شود. به‌طور معمول حزبی که بیشترین تعداد صندلی را به دست آورد، دولت را تشکیل می‌دهد و رهبر آن حزب، نخست‌وزیر می‌شود. نخست‌وزیر با رأی عموم مردم انتخاب نمی‌شود، هرچند تقریباً همیشه به عنوان نماینده پارلمان، با رأی مستقیم حوزه انتخاباتی خود انتخاب می‌شود.
سیستم پارلمانی کانادا به احزاب سیاسی و رهبران حزب‌ها قدرت می‌دهد. زمانی که یک حزب، اکثریت صندلی‌های مجلس عوام را بدست آورد، گفته می‌شود که آن حزب «دولت اکثریت» را دارد. از طریق سازوکار حزب، رهبر حزب که خود تنها در یک حوزه انتخاب شده‌است، قدرت اجرایی و کنترل بسیار زیادی بر کابینه و پارلمان بدست می‌آورد.
زمانی که حزبی که بیشترین تعداد صندلی در مجلس عوام را به دست آورده، تعداد صندلی‌هایش کمتر از مجموع صندلی‌های سایر احزاب مخالف همراه یاشد، یک دولت اقلیت تشکیل می‌شود. در این سناریو، رهبر حزبی که بیشترین تعداد کرسی در مجلس را دارد توسط فرماندار کل برای رهبری دولت انتخاب می‌شود. هرچند برای ایجاد ثبات، رهبری که انتخاب شده‌است، باید حمایت اکثریت از مجلس عوام را به دست آورد، به این معنی که به پشتیبانی حداقل یک حزب دیگر نیاز خواهد داشت.

## روابط فدرال و استانی
در کانادا استان‌ها در حاکمیت شریک در نظر گرفته شده‌اند؛ حاکمیت نه توسط فرماندار کل یا پارلمان کانادا بلکه از طریق خود سیستم تاج و تخت تقسیم می‌شود. به این معنی که تاج و تخت به ۱۱ حوزه قانونی "تقسیم" شده‌است یا به عبارتی به ۱۱ "تاج و تخت": یک فدرال و ده استانی.
مسائل روابط فدرالی-استانی (یا روابط بین دولت‌ها، که قبلاً با عنوان روابط دومینین-استانی شناخته می‌شد) در سیاست کانادا یک موضوع رایج و معمولی است: کبک آرزو دارد که طبیعت متمایز خود را حفظ و تقویت کند، استان‌های غربی به کنترل بیشتر بر منابع طبیعی فراوان خود، به ویژه ذخایر انرژی خود تمایل دارند، استان‌های مرکزی کانادا که صنعتی شده‌اند، به توانمندی تولیدی خود توجه می‌کنند و استان‌های آتلانتیک (مجاور اقیانوس اطلس) در تلاشند تا از رفاه کمتری که نسبت به سایر نقاط کشور دارند فرار کنند.
برای اینکه اطمینان حاصل شود که برنامه‌های اجتماعی مانند بهداشت و درمان و آموزش به‌طور یکنواخت در سراسر کانادا بودجه می‌گیرند، استان‌های "ندار" (به انگلیسی: have-not) (فقیر) نسبت به استان‌های ثروتمند یا "دارا" (به انگلیسی have)، سهم بیشتری از "پرداخت‌های انتقال (برابری)" فدرال را دریافت می‌کنند، که تا حدودی بحث‌برانگیز شده‌است. استان‌های ثروتمندتر، بر اساس اینکه که مالیاتی که می‌دهند بیشتر از خدماتی است که از دولت فدرال دریافت می‌کنند، اغلب به توقف پرداخت‌های انتقال تمایل دارند یا سعی می‌کنند سیستم را به نفع خود متوازن کنند و از طرف دیگر، استان‌های فقیرتر، بر اساس اینکه مقدار پولی می‌گیرند برای نیازهای جاری آن‌ها کافی نیست، اغلب به افزایش این پرداخت‌ها تمایل دارند.
برخی از محققان، به خصوص در دهه گذشته، استدلال کرده‌اند که استفاده نامحدود دولت فدرال از قانون اساسی، در سست کردن روابط دولت فدرال و دولت‌های استانی نقش داشته‌است. این قدرت، که به دولت فدرال اجازه می‌دهد درآمد خود را به هر ترتیبی که دوست دارد صرف کند، باعث می‌شود که دولت فدرال بتواند با ایجاد برنامه‌هایی که به حوزه قضایی استانی دست اندازی می‌کند، از حدود مشروطه (مطایق قانون اساسی) خود فراتر برود. قدرت مصرف بودجه فدرال، به صراحت در مصوبه قانون اساسی ۱۸۶۷ نیامده؛ اما آن طور که دادگاه تجدید نظر انتاریو نظر داده‌است، در بند (1A)۹۱، قدرت «قابل استنباط» به «بدهی و اموال عمومی» است.
مثالی از استفاده دولت فدرال از «قدرت هزینه»، مصوبه بهداشت کانادا است که نوعی اعطای پول مشروط به استان‌ها است. مقررات خدمات بهداشتی و درمانی، مطابق قانون اساسی، یک مسئولیت استانی است. اما تحت مصوبه بهداشت کانادا، با دادن بودجه به استان‌ها مشروط به ارائه خدمات با توجه به استانداردهای فدرال، دولت فدرال می‌تواند در ارائه خدمات بهداشتی و درمانی تأثیرگذار باشد. قدرت هزینه دولت فدرال به همراه احکام دیوان عالی کشور – مانند پرونده مرجع ری طرح کمک کانادا (بریتیش کلمبیا) – که حکم کرده‌اند که تأمین بودجه تحت پوشش «قدرت هزینه» دولت فدرال، می‌تواند در هر زمان به‌طور یک جانبه کاهش یا افزایش یابد، در تیره و تار کردن روابط فدرال و استانی سهیم بوده‌است.

### کبک و سیاست کانادا
به جز سه دوره کوتاه انتقالی و دولت‌های اقلیت، از سال ۱۹۶۸ تا اوایل سال ۲۰۰۶، به‌طور مداوم نخست وزیرانی از کبک کانادا را رهبری کرده‌اند. کبکی‌ها هر در این مدت هر دو حزب لیبرال و حزب محافظه کار پیشرو کانادا را رهبری کرده‌اند.
در حال حاضر از پادشاهان، فرمانداران کل، و نخست وزیران انتظار می‌رود اگر به هر دو زبان انگلیسی و فرانسوی مسلط نیستند، حداقل هر دو زبان را در حد کاربردی بدانند. در انتخاب رهبران، احزاب سیاسی اولویت را به داوطلبانی می‌دهند که دو زیانه و در هر دو زبان روان باشند.
همچنین بر اساس قانون، سه مقام از نه مقام دادگاه عالی کانادا باید به قضاتی از کبک داده شود. این نمایندگی اطمینانی ایجاد می‌کند که حداقل سه نفر از قضات در سیستم قانون مدنی که مربوط به قوانین کبک می‌شود تجربه کافی دارند.

## وحدت ملی
کانادا دارای تاریخ طولانی و داستان‌گونه‌ای از جنبش‌های تجزیه‌طلبانه دارد (جنبش‌های تجزیه‌طلبانه کانادا را ببینید). از زمان اتحاد اجباری کانادای بالایی و پایینی سال ۱۸۴۰، وحدت ملی در کانادا یک مسئله عمده بوده‌است.
یکی از موضوع‌های غالب و طولانی در مورد وحدت ملی کانادا، درگیری مداوم بین اکثریت فرانسوی زبان کبک و اکثریت انگلیسی زبان بقیه کانادا بوده‌است. درخواست ادامه‌دار کبک برای به رسمیت شناختن «جامعه متمایز» آن از طریق وضعیت سیاسی خاص، منجر به تلاش برای اصلاح قانون اساسی شده‌است. مهم‌ترین آن‌ها، تلاش‌های شکست خورده اصلاح قانون اساسی از طریق توافق دریاچه میچ و توافق شارلوت‌تاون است (توافق شارلوت‌تاون با یک رفراندوم ملی رد شد).
از زمان انقلاب ساکت، اعطای حق تعیین قانون اساسی ۱۹۸۲ (بدون رضایت کبک) و تلاش‌های شکست خورده در اصلاحات قانون اساسی، به احساسات حق حاکمیت طلبانه در کبک دامن زده‌است. دو همه‌پرسی استانی، در سال ۱۹۸۰ و ۱۹۹۵ پیشنهادهای حق حاکمیت را با اکثریت ۶۰ درصد و ۵۰٫۶ درصد رد کردند. با توجه به پیروزی نزدیک به شکست دولت فدرال طلب در سال ۱۹۹۵، در سال ۱۹۹۸ دولت کرتین در مورد قانونی بودن اعلام یک طرفه تجزیه توسط یک استان، یک پرونده مرجغ در دادگاه عالی کانادا باز کرد. دادگاه تصمیم گرفت که اعلام یک طرفه تجزیه خلاف قانون اساسی خواهد بود. این موضوع منجر به تصویب مصوبه شفافیت در سال ۲۰۰۰ شد.
بلوک کبکوا که یک حزب حاکمیت طلب است که به‌طور انحصاری نامزدهای کبک را در انتخابات شرکت می‌دهد، توسط گروهی از نمایندگان مجلس که حزب محافظه کار پیشرو (PC) را ترک کردند - به همراه چندین نماینده مجلس ناراضی از حزب لیبرال - تشکیل شد و اولین بار در انتخابات فدرال ۱۹۹۳ نامزدهای خود را معرفی کرد. با سقوط حزب محافظه کار پیشرو در آن انتخابات، بلوک و لیبرال‌ها به عنوان تنها احزابی دیده شدند که در کبک دوام آوردند؛ بنابراین قبل از انتخابات ۲۰۰۶ هر دستاوردی توسط یکی از این دو حزب، صرف نظر از موضوع وحدت ملی در کبک، به هزینه حزب دیگر بدست آمد. سپس قبل از انتخابات ۲۰۰۴، بلوک از برداشتی که از فساد حزب لیبرال می‌شد - با افزایشی قابل توجه در تعداد مجموع صندلی‌ها - بهره برد. اما حزب محافظه کار که دوباره متحد شده بود، در انتخابات ۲۰۰۶، با بردن ۱۰ صندلی در کبک، دوباره به عنوان یکی از حزب‌های مهم در کبک مطرح شد. در انتخابات ۲۰۱۱، حزب دموکرات جدید (ان‌دی‌پی) با کسب ۵۹ صندلی از ۷۵ صندلی کبک موفق شد و تعداد صندلی‌های هر حزب دیگر را به‌طور قابل ملاحظه‌ای کاهش داد. موج پیروزی ان‌دی‌پی، تقریباً بلوک را نابود کرد و تعداد صندلی‌های آن را به ۴ صندلی کاهش داد که به مراتب کمتر از حداقل مورد نیاز ۱۲ صندلی برای کسب وضعیت حزب رسمی است.
نیوفاندلند و لابرادور نیز یکی از مشکلات وحدت ملی کانادا است. از آنجایی که نیوفاندلند و لابرادور تا سال ۱۹۴۹، به عنوان قلمرو خودمختار نیوفاندلند، یک کشور خود گردان مانند کانادا بود، در میان بسیاری از مردم، احساسات ملی‌گرایی برای نیوفاندلند و همچنین احساسات ضد کانادایی، قوی است، هرچند که این احساسات هماهنگ نیستند. وجود این احساسات چندین دلیل مزمن دارد: سوء مدیریت ماهیگیری توسط دولت فدرال، اسکان مجدد اجباری به دور از مناطق مسکونی دور افتاده در دهه ۱۹۶۰، اینکه دولت کبک هنوز هم نقشه‌های سیاسی را نادرست رسم می‌کند تا قسمت‌هایی از لابرادور را برای کبک کند، و اینکه کانادایی‌های سرزمین اصلی به نیوفاندلندی‌ها نگاه بالا به پایین دارند. در سال ۲۰۰۴، حزب نخست نیوفاندلند و لابرادور، در انتخابات استانی و در سال ۲۰۰۸ در حوزه‌های فدرال این استان به رقابت پرداخت. در سال ۲۰۰۴، پس از آنکه این استان درآمدهای دریایی خود را برای پرداختی‌های برنامه‌های برابری دولت فدرال از دست داد، دنی ویلیامز رهبر پارلمانی استان در آن زمان، دستور داد که تمام پرچم‌های فدرال از ساختمان‌های دولتی برداشته شود. در ۲۳ دسامبر ۲۰۰۴، رهبر پارلمان ویلیامز در سینت جانز، این بیانیه را برای خبرنگاران خواند:
"They basically slighted us, they are not treating us as a proper partner in Confederation. It's intolerable and it's insufferable and these flags will be taken down indefinitely.... It's also quite apparent to me that we were dragged to Manitoba in order to punish us, quite frankly, to try to embarrass us, to bring us out there to get no deal and send us back with our tail between our legs."— Premier Danny Williams
بیگانگی غرب یکی دیگر از مفاهیم مربوط به وحدت ملی است که وارد سیاست کانادا شده‌است. ساکنان چهار استان غربی به خصوص آلبرتا، به خاطر عدم تأثیرگذاری و تصور اینکه زمانی که ساکنان استان‌های مرکزی کانادا مسائل «ملی» را در نظر می‌گیرند، آن‌ها را درک نمی‌کنند، اغلب ناراضی بوده‌اند. در حالی که این موضوع از بسیاری راه‌ها (رسانه‌ها، تجارت، و غیره) خود را نشان داده‌است، این موضوع در سیاست باعث صعود تعدادی از احزاب سیاسی شده که پایگاه آن‌ها در غرب کاناداست. مانند حزب کشاورزان متحد آلبرتا که برای اولین بار در سال ۱۹۱۷ برنده صندلی‌های فدرال شد، حزب ترقی خواهان (۱۹۲۱) حزب اعتبار اجتماعی (۱۹۳۵) حزب تعاونی فدراسیون مشترک‌المنافع (۱۹۳۵) حزب بازسازی (۱۹۳۵) حزب دموکراسی نو (۱۹۴۰) و اخیراً حزب اصلاحات (۱۹۸۹).
شعار حزب اصلاحات «غرب می‌خواهد در بازی باشد» (به انگلیسی: The West Wants In) پس از ادغام موفق با حزب محافظه کاران پیشرو (PC) توسط مفسران تکرار شد. حزب محافظه‌کاران که جانشین این دو حزب بود، در انتخابات ۲۰۰۶ برنده شد. گفته شد که پیروزی در انتخابات با رهبری استفان هارپر که نماینده آلبرتا بود، باعث شد که «غرب در بازی هست» (به انگلیسی: The West Is In) به یک واقعیت تبدیل شود. اما صرف نظر از موفقیت یا شکست در یک انتخابات خاص، مفهوم بیگانگی غرب، همچنان در سیاست کانادا مهم است، به خصوص در سطح استانی که در آن مخالفت با دولت فدرال، یک تاکتیک متداول برای سیاستمداران استانی است. برای مثال در سال ۲۰۰۱، گروهی از آلبرتایی‌های برجسته، دستور کار آلبرتا را تهیه کردند که به آلبرتا اصرار کنند که همانند کبک، برای استفاده کامل از قدرت خود بر اساس قانون اساسی، گام‌های لازم را بردارد.

## شرایط سیاسی
کانادا توسط بسیاری از منابع، یک دموکراسی پایدار در نظر گرفته می‌شود. در سال ۲۰۰۶ مجله اکونومیست در شاخص مردم‌سالاری خود کانادا را در رتبه سوم قرار داد که بالاتر از همه کشورهای دیگر قاره آمریکا و بالاتر از هر ملیتی با جمعیت بیشتر از کانادا بود. در سال ۲۰۰۸ کانادا در رتبه‌بندی جهانی در ردیف ۱۱ و همچنان جلوتر از همه کشورهای پرجمعیت تر و در قاره آمریکا در ردیف اول قرار گرفت. (در سال ۲۰۰۸ ایالات متحده در رتبه ۱۸ جهان، اروگوئه در رتبه ۲۳ جهان و کاستاریکا در رتبه ۲۷ جهان قرار گرفتند)
حزب لیبرال کانادا با رهبری پل مارتین در انتخابات عمومی ژوئن ۲۰۰۴ با اقلیت برنده شد. در دسامبر ۲۰۰۳ مارتین جانشین همکار لیبرال خود، ژان کرتین شد که در سال ۲۰۰۰ به اولین نخست‌وزیری تبدیل شده بود که از سال ۱۹۴۵ توانسته بود پشت سر هم سه دولت اکثریت را رهبری کند. اما در سال ۲۰۰۴، لیبرال‌ها صندلی‌های خود را در پارلمان از دست دادند و به جای ۱۷۲ صندلی از ۳۰۱ صندلی، تنها ۱۳۵ صندلی از ۳۰۸ صندلی را به دست آوردند که یعنی به جای ۴۰٫۹ درصد، ۳۶٫۷ درصد از رأی مردم را کسب کردند. حزب اتحاد کانادا که در انتخابات ۲۰۰۰ در غرب کانادا به خوبی عمل کرده بود، نتوانست در شرق کانادا نتیجه قابل توجهی به دست آورد و در نتیجه در اواخر سال ۲۰۰۳ با حزب محافظه کار پیشرو برای تشکیل حزب محافظه کار کانادا ادغام شد.
در مبارزات انتخاباتی سال ۲۰۰۴، آن‌ها ثابت کردند که نسبتاً موفق هستند و توانستند از مجموع ۷۸ صندلی‌ای که در سال ۲۰۰۰ برای هر دو حزب داشتند، به ۹۹ صندلی در سال ۲۰۰۴ برسند. اما حزب محافظه کار جدید، رأی عمومی را از دست داد و رأی ۳۷٫۷ درصدی سال ۲۰۰۰ آن، به ۲۹٫۶ کاهش پیدا کرد. در سال ۲۰۰۶ حزب محافظه‌کار به رهبری استفن هارپر برنده یک دولت اقلیت با ۱۲۴ صندلی شد. آن‌ها سهم رأی خود را نسبت به سال ۲۰۰۴ بهبود دادند و ۳۶٫۳ درصد آرا را کسب کردند. در این انتخابات حزب محافظه کار، پیشرفت زیادی در کبک نیز داشت. آن‌ها به ۱۰ صندلی برای کبک دست یافتند در حالی که در سال ۲۰۰۴ هیچ‌یک از صندلی‌های کبک را نداشتند.
در انتخابات ۲۰۱۱، محافظه کاران برنده یک دولت اکثریت با ۱۶۷ صندلی شدند. برای اولین بار، حزب دموکراتیک نو، ملی شد و با ۱۰۲ صندلی، اپوزیسیون رسمی شد. لیبرال‌ها در رتبه سوم، برنده ۳۴ صندلی شدند. این اولین انتخاباتی بود که در آن حزب سبز برنده یک صندلی شد که به رهبر حزب، الیزابت می تعلق داشت. بلوک - کبکوا - نیز موفق به کسب ۴ کرسی شد که در نتیجه آن وضعیت «حزب رسمی» را از دست داد.

### صف بندی دوباره: محافظه‌کاران در قدرت

تغییر سیاسی کانادا در قرن ۲۱

حزب لیبرال پس از تسلطی که از دهه ۱۹۲۰ بر سیاست کانادا داشت، در سال‌های اولیه قرن ۲۱ رو به افول بود. آن طور که لنگ، وزیر سابق و نویسنده کانادایی، در سال ۲۰۱۰ نتیجه‌گیری کرده‌است، لیبرال‌ها در انتخابات ۲۰۰۴ اکثریت خود را در پارلمان از دست دادند و در سال ۲۰۰۶ شکست خوردند و در سال ۲۰۰۸ تنها کمی بهتر از یک تکه «دنبه» به کمترین تعداد صندلی در چندین دهه متوالی رسیدند و صرفاً تنها ۲۶ درصد از آرای عمومی را کسب کردند. لنگ - که خودش یک لیبرال است - همچنین گفته‌است: چشم‌اندازهای حزب لیبرال «از همیشه تلخ‌تر شده‌است.» در انتخابات ۲۰۱۱ لیبرال‌ها یک شکست خردکننده را تجربه کردند طوری‌که تنها ۱۸٫۹ درصد آرا و تنها ۳۴ صندلی را کسب کرد. در نتیجه، لیبرال‌ها عنوان «اپوزیسیون رسمی» از دست دادند و حزب دموکراتیک ملی، جایگزین آن‌ها برای این عنوان شد.
در توضیح آن روندها، بیهایلز (۲۰۱۰) مطالعات عمده‌ای کرده و گزارش داده‌است که «بسیاری از روزنامه‌نگاران و مشاوران سیاسی و سیاستمداران استدلال می‌کنند که یک پارادایم (الگوی مسلط) جدید برای حزب سیاسی در حال ظهور است» او ادعا کرده‌است که آن‌ها پیکربندی یک قدرت جدید را دیده‌اند که بر نوعی حزب سیاسی جناح راستی مبتنی است که قادر است در قرن بیست و یکم نقش سنتی دولت - فدرال و استانی - را به شدت تغییر دهد. بیهایلز گفته‌است که بر خلاف برایان مالرونی که بدون کسب موفقیت سعی کرد تسلط دراز مدت لیبرال‌ها را به چالش بکشد، تلاش هارپر ثابت کرد که مصمم‌تر و منظم‌تر و موفق‌تر است.
بسیاری از مفسران فکر کردند که این موفقیت نشان دهنده یک صف‌بندی دوباره و عمده است. مجله اکونومیست نوشت: «این انتخابات نشان دهنده بزرگ‌ترین صف‌بندی دوباره در سیاست کانادا از سال ۱۹۹۳ است.» لارنی مارتین که مفسر گلوبال اند میل (به انگلیسی: Globe and Mail) است گفت: «هارپر بازسازی یک چشم‌انداز سیاسی در کانادا را تکمیل کرده که بیش از یک قرن دوام داشته‌است. در نتیجه صف‌بندی دوباره، هر دو حزب قدیمی میانه‌رو یعنی حزب محافظه کار پیش‌رو و حزب لیبرال یا حذف شدند یا به حاشیه رانده شدند.» هفته‌نامه کانادایی مک لبنز (به انگلیسی maclean's) گفت: انتخابات «یک صف‌بندی بی‌سابقه در سیاست کانادا» را به نمایش گذاشت چرا که «محافظه کاران اکنون در موقعیتی هستند که به عنوان حزب طبیعی حاکم در کانادا به جای لیبرال‌ها قرار بگیرند.»
با وجود این چشم‌انداز تیره و ضعیف در نظرسنجی‌های اولیه، زمانی که انتخابات ۲۰۱۵ برگزار شد، لیبرال‌ها با رهبری جاستین ترودو، بازگشت بی‌نظیری به موقعیت قبلی خود داشتند و این واقعیت ثابت شد که صف‌بندی مجدد، تنها موقتی بوده‌است. با کسب ۱۴۸ صندلی برای اولین بار پس از سال ۲۰۰۰، لیبرال‌ها برنده یک دولت اکثریت شدند. روزنامه تورنتو استار ادعا کرد که این بازگشت «مستقیماً کتاب‌های تاریخ را هدف گرفته بود» و اینکه نام هارپر «برای همیشه با انتقامی که از لیبرال‌ها گرفت به سوابق انتخابات کانادا خواهد پیوست». اسپنسر مکی در روزنامه نشنال پست پیشنهاد کرد که «شاید ما شاهد احیای 'حزب حاکم طبیعی' کانادا بوده‌ایم».

### اصلاح روش‌های تأمین مالی حزب‌ها
روش‌های تأمین مالی حزب‌ها برای این تغییر کرد که به مشارکت‌های شخصی بیشتر تکیه شود. کمک‌های مالی شخصی به احزاب و کمپین‌ها، برای اشخاص اعتبار مالیاتی به وجود می‌آورد که مقدار مالیاتی که باید بپردازند را کاهش می‌دهد. مقدار این کاهش به مقدار کمک اشخاص وابسته است. همچنین تنها کسانی که مالیات بر درآمد پرداخت می‌کنند از این اعتبار بهره‌مند می‌شوند.
بخش زیادی از استدلال پشت این تغییر این بود که نباید به سرمایه‌گذاری اتحادیه‌ها و کسب و کارها اجازه داده شود که در تأمین منابع مالی انتخابات فدرال اثر بگذارند، چرا که این نوع از کمک‌ها از طرف شهروندان نیست و به‌طور یکسان بین حزب‌ها توزیع نشده‌است. البته اتحادیه و کسب و کارها هنوز هم مجاز به مشارکت در انتخابات هستند اما تنها در یک حد جزئی. قوانین جدید گفت که هر حزب برای دریافت بودجه عمومی فدرال احزاب، باید در سراسر کشور ۲ درصد آرا را کسب کرده باشد. برای هر حزب، با کسب هر یک رای، مقدار خاصی دلار (در حدود $۱٫۷۵) در بودجه آینده اختصاص می‌یابد. برای اولین پرداخت با این روش، بر اساس انتخابات قبلی تقریب‌هایی ساخته شد. در عمل، حزب دموکراتیک بیشتر از حد انتظار رأی دریافت کرد (سهم رأی آن در سطح ملی بالا رفت) در حالی که حزب محافظه کار جدید کانادا، کمتر از مقدار برآورد شده رأی آورد و از آن خواسته شد که تفاوت مورد نظر را بازپرداخت کند. استان کبک اولین استانی بود که یک سیستم مشابه را سال‌ها پیش از تغییرات روش‌های تأمین مالی حزب‌های فدرال پیاده‌سازی کرده بود.
از ابتدای سال ۲۰۰۵، بودجه فدرال هر سه ماه یک بار به احزاب پرداخت می‌شود. در حال حاضر، این تأخیر، ان‌دی‌پی و حزب سبز را برای مبارزه در انتخابات، در موقعیت بهتری قرار داده، چرا که این دو حزب بیشر بر مشارکت فردی تکیه دارند تا بودجه فدرال. از آنجا که حزب سبز برای اولین بار در انتخابات ۲۰۰۴، از رای‌های کل، سهم کافی دریافت کرد، در حال حاضر بودجه فدرال دریافت می‌کند.
در سال ۲۰۰۷ اخبار جدیدی مطرح شد که با استفاده از یک راه گریز قانونی، با تعداد زیادی کمک‌های مالی ناشناس ۲۰۰ دلاری برای هر حوزه انتخاباتی یک حزب، «می‌توان در مجموع بیش از ۶۰٬۰۰۰ دلار بیشتر از حد قانونی» به یک حزب کمک کرد. در آن زمان، حداکثر مقدار کمک مالی هر شخص در هر سال محدود به ۱۱۰۰ دلار برای هر حزب و ۱۱۰۰ دلار برای موسسات هر حزب بود. در سال‌هایی که انتخابات برگزار می‌شود می‌شد ۱۱۰۰ دلار بیشتر به کاندبداهای هر حرب کمک کرد. این محدودیت‌ها اول آوریل هر سال بر اساس نرخ تورم زیاد می‌شوند.

## انتخابات
- انتخابات
  - مجلس عوام - نمایندگی مستقیم با رای بیشتر (آخرین انتخابات در ۱۹ اکتبر ۲۰۱۵)
  - سنا - انتصاب توسط فرماندار کل و به توصیه نخست‌وزیر
- نتایج انتخابات

### احزاب سیاسی، رهبران، و وضعیت
به ترتیب تعداد نمایندگان در مجلس عوام
- حزب لیبرال – جاستین ترودو (دولت اکثریت)
- حزب محافظه کار – پیر پالیو (اپوزیسیون وفادار به علیاحضرت)
- حزب دموکرات جدید – جاگمیت سینگ
- بلوک کبک – ایو فرانسوا بلانشه
- حزب سبز – الیزابت می

### مناظره رهبران
مناظره رهبران در کانادا شامل دو مناظره می‌شود، یکی به زبان انگلیسی و دیگری به فرانسه. هر دو مناظره توسط کنسرسیومی از پنج رسانه عمده کانادا (سی‌بی‌سی\اس‌آرسی، سی‌تی‌وی، گلوبال و تی‌وی‌ای) تولید می‌شود و معمولاً شامل رهبران همه احزابی می‌شود که در مجلس عوام نماینده دارند.
این مناظره‌ها علاوه یر شیکه تلویزیونی امور عمومی و پارلمانی سی‌پک و شبکه آمریکایی امور عمومی سی-اسپن، در شبکه‌های کنسرسیوم تولیدکننده نیز پخش می‌شوند.

## قوه قضائیه
بالارتبه‌ترین دادگاه کانادا، دادگاه عالی کانادا است که آخرین دادگاه تجدید نظر در نظام قضایی کانادا است. این دادگاه متشکل از نه قاضی است: هشت قاضی پیونی (با رتبه پایین‌تر) و قاصی ارشد کانادا. قضات دادگاه عالی کانادا توسط فرماندار در شورای سلطنت منصوب می‌شود. مصوبه دادگاه عالی افراد قابل انتصاب را به کسانی محدود کرده‌است که یا قاضی یک دادگاه عالی بوده‌اند یا برای ده سال یا بیشتر عضو کانون وکلا (بار) بوده‌اند. بر اساس قانون، اعضای کانون وکلا و قاضی عالی کبک باید سه مقام از نه مقام دادگاه عالی کانادا را داشته باشند.

## ادارات دولتی و ساختار
دولت کانادا خدمات عمومی را با استفاده از وزارت‌خانه‌ها، سازمان‌های کوچک‌تر - مثل کمیسیون‌ها، تریبیونال‌ها (دادگاه‌های خارج از قوه قضاییه) و شوراها - و شرکت‌های بزرگ سلطنتی اداره می‌کند. دو نوع اداره وجود دارند: سازمان‌های مرکزی مانند وزارت اقتصاد، دفتر شورای خبرگان و دبیرخانه هیئت مدیره خزانه‌داری، که برای کل خدمات عمومی نقش نظارت و سازماندهی دارند؛ و نوع دوم سازمان‌های اجرایی هستند که سازمان‌هایی هستند که کارهای یک زمینه یا حوزه خاص را انجام می‌دهند، مانند وزارت کشاورزی، محیط زیست یا دفاع.
- وزارت‌خانه‌های اصلی عبارتند از: اقتصاد، درآمد، منابع انسانی و توسعه مهارت‌ها، دفاع ملی، امنیت عمومی و امور خارجه.

محقق پیتر اوکوین، استاد علوم سیاسی و مدیریت عمومی، که مطالبی در مورد سیستم وستمینیستر کانادا نوشته‌است، در اوایل دهه ۲۰۰۰ در مورد تمرکز قدرت نگرانی‌هایی را مطرح می‌کند: افزایش تعداد، نقش و نفوذ کارکنان حزبی-سیاسی، شخصی-سیاسی شدن انتصابات مقامات ارشد خدمات عمومی و این برداشت که خدمات عمومی، به‌طور بی‌قاعده‌ای طرفدار دولت حزب حاکم است.

## مهاجرت
در سال ۱۹۶۷ کانادا یک سیستم امتیازبندی به راه انداخت تا به کمک آن، با توجه به ویژگی‌های شایستگی افراد متقاضی، از قبیل توانایی صحبت به هر دو زبان انگلیسی و فرانسه، سطح تحصیلات و سایر جزئیاتی که ممکن است از یک شخص متولد کانادا انتظار برود، تعیین کند که آیا مهاجران برای ورود به کشور دارای شرایط لازم هستند یا نه. در آن زمان، این سیستم یک سیستم پیشگام ارزیابی شد چرا که تا آن موقع، سیستم‌های قبلی بر اساس قومیت و نژاد کار می‌کردند. هزجند، بسیاری از اتباع خارجی، هنوز هم برای یافتن شغل با چالش مواجهند. در نتیجه، نرخ بی‌کاری در در میان مهاجران بیشتر است. پس از اینکه حزب محافظه کار در سال ۲۰۰۶ قدرت را به دست آورد، سعی کرد تا با دادن وزن به اینکه آیا متقاضی در کانادا پیشنهاد کاری معتبر دارد یا نه، مشکل را کنترل کند. این تغییر، عامل برخی از مشاجره‌ها شده‌است. مخالفان استدلال می‌کنند که با استفاده از این تغییر، کسب و کارها و صاحبان شرکت‌ها که دیگر می‌دانند مهاجران باید برای تکمیل فرایند مهاجرت کار داشته باشند، حقوق و دستمزد را تحت فشار قرار می‌دهند.